# Điều khiển Gauss tuyến tính-bậc hai
Trong lý thuyết điều khiển tự động, bài toán điều khiển Gauss tuyến tính-bậc hai (LQG) là một trong những bài toán điều khiển tối ưu cơ bản nhất. Nó liên quan đến các hệ thống tuyến tính bị nhiễu bởi nhiễu phụ trắng Gaussian, có thông tin trạng thái không hoàn toàn (tức là không phải tất cả các biến trạng thái đo lường được và sẵn sàng phản hồi) và trải qua đối tượng điều khiển với chi phí bậc hai. Hơn nữa, lời giải là duy nhất và tạo thành một luật điều khiển phản hồi động học tuyến tính dễ dàng tính toán và thực hiện. Cuối cùng bộ điều khiển LQG cũng là nền tảng cho điều khiển tối ưu của các hệ thống phi tuyến nhiễu loạn.
Bộ điều khiển LQG chỉ đơn giản là sự kết hợp của một bộ lọc Kalman, tức là hàm ước lượng tuyến tính bậc hai (LQE), với một bộ điều chỉnh tuyến tính bậc hai (LQR). Nguyên tắc tách biệt đảm bảo rằng chúng có thể được thiết kế và tính toán độc lập. Điều khiển LQG áp dụng cho cả các hệ thống tuyến tính thời gian bất biến và các hệ thống tuyến tính thời gian biến đổi. Việc áp dụng vào các hệ thống tuyến tính biến đổi theo thời gian là nổi tiếng. Việc áp dụng đối với các hệ thống tuyến tính thời gian biến đổi cho phép thiết kế các bộ điều khiển phản hồi tuyến tính cho các hệ thống phi tuyến không ổn định.
Chính bộ điều khiển LQG là một hệ thống động học giống như hệ thống mà nó điều khiển. Cả hai hệ thống đều có cùng kích thước trạng thái. Do đó, việc thực thi bộ điều khiển LQG có thể có vấn đề nếu kích thước của trạng thái hệ thống là lớn. Bài toán LQG giảm bậc (bài toán LQG bậc cố định) sẽ khắc phục điều này bằng cách cố định một tiên nghiệm số lượng trạng thái của bộ điều khiển LQG. Bài toán này khó giải hơn vì nó không còn tách rời. Ngoài ra lời giải không còn là duy nhất. Mặc dù những thuật toán số học này là có sẵn  để giải các phương trình chiếu tối ưu liên quan tạo thành điều kiện cần và đủ cho một bộ điều khiển LQG giảm bậc tối ưu cục bộ.
Tính tối ưu của LQG không tự động đảm bảo tính bền vững tốt. Sự ổn định mạnh mẽ của hệ thống vòng kín phải được kiểm tra riêng biệt sau khi bộ điều khiển LQG được thiết kế. Để thúc đẩy mạnh mẽ một số các thông số hệ thống có thể được giả thiết ngẫu nhiên thay vì xác định. Bài toán điều khiển liên quan khó hơn dẫn đến một bộ điều khiển tối ưu tương tự trong đó chỉ có các thông số điều khiển là khác nhau.

## Mô tả toán học của bài toán và lời giải

### Thời gian liên tục
Xem xét hệ thống động học tuyến tính thời gian liên tục
{\displaystyle {\dot {\mathbf {x} }}(t)=A(t)\mathbf {x} (t)+B(t)\mathbf {u} (t)+\mathbf {v} (t),}
{\displaystyle \mathbf {y} (t)=C(t)\mathbf {x} (t)+\mathbf {w} (t),}
trong đó {\displaystyle {\mathbf {x} }} đại diện cho các biến trạng thái của hệ thống, {\displaystyle {\mathbf {u} }} là vector đầu vào điều khiển và {\displaystyle {\mathbf {y} }} là vector đầu ra được đo lường dùng để phản hồi. Cả nhiễu hệ thống Gauss phụ trắng {\displaystyle \mathbf {v} (t)} và nhiễu đo lường Gauss phụ trắng đều tác động tới hệ thống. Với hệ thống này, mục tiêu là phải tìm thấy lịch sử đầu vào điều khiển {\displaystyle {\mathbf {u} }(t)} tại mọi lúc {\displaystyle {\mathbf {} }t} có thể chỉ phụ thuộc vào các phép đo quá khứ {\displaystyle {\mathbf {y} }(t'),0\leq t'<t} như vậy mà hàm chi phí sau đây được cực tiểu hóa:
{\displaystyle J=E\left[{\mathbf {x} ^{\mathrm {T} }}(T)F{\mathbf {x} }(T)+\int _{0}^{T}{\mathbf {x} ^{\mathrm {T} }}(t)Q(t){\mathbf {x} }(t)+{\mathbf {u} ^{\mathrm {T} }}(t)R(t){\mathbf {u} }(t)\,dt\right],}
{\displaystyle F\geq 0,\quad Q(t)\geq 0,\quad R(t)>0,}
trong đó {\displaystyle {\mathbf {} }E} là ký hiệu của giá trị mong muốn. Thời gian cuối cùng (chân trời) {\displaystyle {\mathbf {} }T} có thể là hữu hạn hoặc vô hạn. Nếu đường chân trời có xu hướng tiến đến vô cùng số hạng đầu tiên {\displaystyle {\mathbf {x} }^{\mathrm {T} }(T)F{\mathbf {x} }(T)} của hàm chi phí trở nên không đáng kể và không liên quan đến bài toán. Ngoài ra để giữ cho chi phí hữu hạn, hàm chi phí phải được thực hiện để có {\displaystyle {\mathbf {} }J/T}.
Bộ điều khiển LQG mà giải quyết được bài toán điều khiển LQG được quy định bởi các phương trình sau đây:
{\displaystyle {\dot {\hat {\mathbf {x} }}}(t)=A(t){\hat {\mathbf {x} }}(t)+B(t){\mathbf {u} }(t)+K(t)\left({\mathbf {y} }(t)-C(t){\hat {\mathbf {x} }}(t)\right),{\hat {\mathbf {x} }}(0)=E\left[{\mathbf {x} }(0)\right],}
{\displaystyle {\mathbf {u} }(t)=-L(t){\hat {\mathbf {x} }}(t).}
Ma trận {\displaystyle {\mathbf {} }K(t)} được gọi là độ lợi Kalman của bộ lọc Kalman liên quan được thể hiện bởi phương trình đầu tiên. Tại mỗi thời điểm {\displaystyle {\mathbf {} }t} bộ lọc này tạo ra ước tính {\displaystyle {\hat {\mathbf {x} }}(t)} của trạng thái {\displaystyle {\mathbf {x} }(t)} sử dụng các phép đo và đầu vào trong quá khứ. Độ lợi Kalman {\displaystyle {\mathbf {} }K(t)} được tính toán từ các ma trận {\displaystyle {\mathbf {} }A(t),C(t)}, hai ma trận cường độ {\displaystyle \mathbf {} V(t),W(t)} liên quan đến các nhiếu Gauss trắng {\displaystyle \mathbf {v} (t)} và {\displaystyle \mathbf {w} (t)} và cuối cùng {\displaystyle E\left[{\mathbf {x} }(0){\mathbf {x} }^{\mathrm {T} }(0)\right]}. Năm ma trận này xác định độ lợi Kalman thông qua ma trận phương trình vi phân Riccati liên quan sau đây:
{\displaystyle {\dot {P}}(t)=A(t)P(t)+P(t)A^{\mathrm {T} }(t)-P(t)C^{\mathrm {T} }(t){\mathbf {} }W^{-1}(t)C(t)P(t)+V(t),}
{\displaystyle P(0)=E\left[{\mathbf {x} }(0){\mathbf {x} }^{\mathrm {T} }(0)\right].}
Với các giải pháp {\displaystyle P(t),0\leq t\leq T} độ lợi Kalman bằng
{\displaystyle {\mathbf {} }K(t)=P(t)C^{\mathrm {T} }(t)W^{-1}(t).}
Ma trận {\displaystyle {\mathbf {} }L(t)} được gọi là ma trận độ lợi phản hồi. Ma trận này được xác định bởi các ma trận {\displaystyle {\mathbf {} }A(t),B(t),Q(t),R(t)}và {\displaystyle {\mathbf {} }F} thông qua ma trận phương trình vi phân Riccati liên quan sau đây:
{\displaystyle {\mathbf {} }S(T)=F.}
Với các lời giải {\displaystyle {\mathbf {} }S(t),0\leq t\leq T} độ lợi phản hồi bằng
{\displaystyle {\mathbf {} }L(t)=R^{-1}(t)B^{\mathrm {T} }(t)S(t).}
Quan sát sự giống nhau của hai ma trận phương trình vi phân Riccati, phương trình đầu tiên chạy về phía trước theo thời gian, phương trình thứ hai chạy về phía ngược theo thời gian. sự tương đồng này được gọi là nhị nguyên. Ma trận phương trình vi phân Riccati đầu tiên giải quyết bài toán ước lượng tuyến tính bậc hai (LQE). Ma trận phương trình vi phân Riccati thứ hai giải quyết bài toán bộ điều chỉnh tuyến tính bậc hai (LQR). Những bài toán này là sóng đôi và chúng cùng nhau giải quyết bài toán tuyến tính bậc hai-Gaussian (LQG). Vì vậy, bài toán LQG chia tách thành bài toán LQE và LQR có thể được giải quyết một cách độc lập. Do đó, bài toán LQG được gọi là có thể tách rời.
Khi {\displaystyle {\mathbf {} }A(t),B(t),C(t),Q(t),R(t)} và các ma trận cường độ nhiễu{\displaystyle \mathbf {} V(t)}, {\displaystyle \mathbf {} W(t)} không phụ thuộc vào {\displaystyle {\mathbf {} }t} và khi {\displaystyle {\mathbf {} }T} có xu hướng tiến đến vô cùng, bộ điều khiển LQG trở thành một hệ động lực biến đổi theo thời gian. Trong trường hợp đó cả hai ma trận phương trình vi phân Riccati có thể được thay thế bằng hai phương trình Riccati đại số liên quan.

### Thời gian rời rạc
Do bài toán điều khiển LQG thời gian rời rạc tương tự với bài toán trong thời gian liên tục, mô tả dưới đây tập trung vào các phương trình toán học.
Các phương trình hệ thống tuyến tính thời gian rời rạc là
{\displaystyle {\mathbf {x} }_{i+1}=A_{i}\mathbf {x} _{i}+B_{i}\mathbf {u} _{i}+\mathbf {v} _{i},}
{\displaystyle \mathbf {y} _{i}=C_{i}\mathbf {x} _{i}+\mathbf {w} _{i}.}
Trong đó {\displaystyle \mathbf {} i} đại diện cho các chỉ số thời gian rời rạc và {\displaystyle \mathbf {v} _{i},\mathbf {w} _{i}} đại diện cho nhiễu trắng Gauss thời gian rời rạc xử lý với các ma trận hiệp phương sai {\displaystyle \mathbf {} V_{i},W_{i}} tương ứng.
Hàm chi phí bậc hai được cực tiểu hóa là
{\displaystyle J=E\left[{\mathbf {x} }_{N}^{\mathrm {T} }F{\mathbf {x} }_{N}+\sum _{i=0}^{N-1}(\mathbf {x} _{i}^{\mathrm {T} }Q_{i}\mathbf {x} _{i}+\mathbf {u} _{i}^{\mathrm {T} }R_{i}\mathbf {u} _{i})\right],}
{\displaystyle F\geq 0,Q_{i}\geq 0,R_{i}>0.\,}
Bộ điều khiển LQG thời gian rời rạc là
{\displaystyle \mathbf {u} _{i}=-L_{i}{\hat {\mathbf {x} }}_{i}.\,}
Độ lợi Kalman bằng
{\displaystyle {\mathbf {} }K_{i}=P_{i}C_{i}^{\mathrm {T} }(C_{i}P_{i}C_{i}^{\mathrm {T} }+W_{i})^{-1},}
trong đó {\displaystyle {\mathbf {} }P_{i}} được xác định bởi ma trận phương trình vi phân Riccati sau đây mà chạy về phía trước theo thời gian:
Ma trận độ lợi phản hồi bằng
{\displaystyle {\mathbf {} }L_{i}=(B_{i}^{\mathrm {T} }S_{i+1}B_{i}+R_{i})^{-1}B_{i}^{\mathrm {T} }S_{i+1}A_{i}}
trong đó {\displaystyle {\mathbf {} }S_{i}} được xác định bởi ma trận phương trình vi phân Riccati sau đây theo hướng ngược thời gian:
{\displaystyle S_{i}=A_{i}^{\mathrm {T} }\left(S_{i+1}-S_{i+1}B_{i}\left(B_{i}^{\mathrm {T} }S_{i+1}B_{i}+R_{i}\right)^{-1}B_{i}^{\mathrm {T} }S_{i+1}\right)A_{i}+Q_{i},\quad S_{N}=F.}
Nếu tất cả các ma trận trong việc xây dựng bài toán là thời gian bất biến và nếu đường chân trời {\displaystyle {\mathbf {} }N} có xu hướng tiến đến vô cùng, bộ điều khiển thời gian rời rạc LQG sẽ trở thành thời gian bất biến. Trong trường hợp đó, ma trận phương trình vi phân Riccati có thể được thay thế bằng phương trình đại số Riccati thời gian rời rạc liên quan của chúng. Những bộ ước lượng tuyến tính bậc hai bất biến theo thời gian và bộ điều chỉnh tuyến tính bậc hai thời gian bất biến được xác định trong thời gian rời rạc. Để giữ cho các chi phí hữu hạn thay vì {\displaystyle {\mathbf {} }J} ta phải xem xét {\displaystyle {\mathbf {} }J/N} trong trường hợp này.